# 路易斯維爾灰
路易斯維爾灰（英語：Louisville Grays）是一支19世紀的美國職棒球隊。它在1876年加入國家聯盟，隔年便宣告解散。球隊的主場在路易斯維爾棒球場，球隊老闆是路易斯維爾信使日報的老闆華特·紐曼·霍德曼。

## 概述

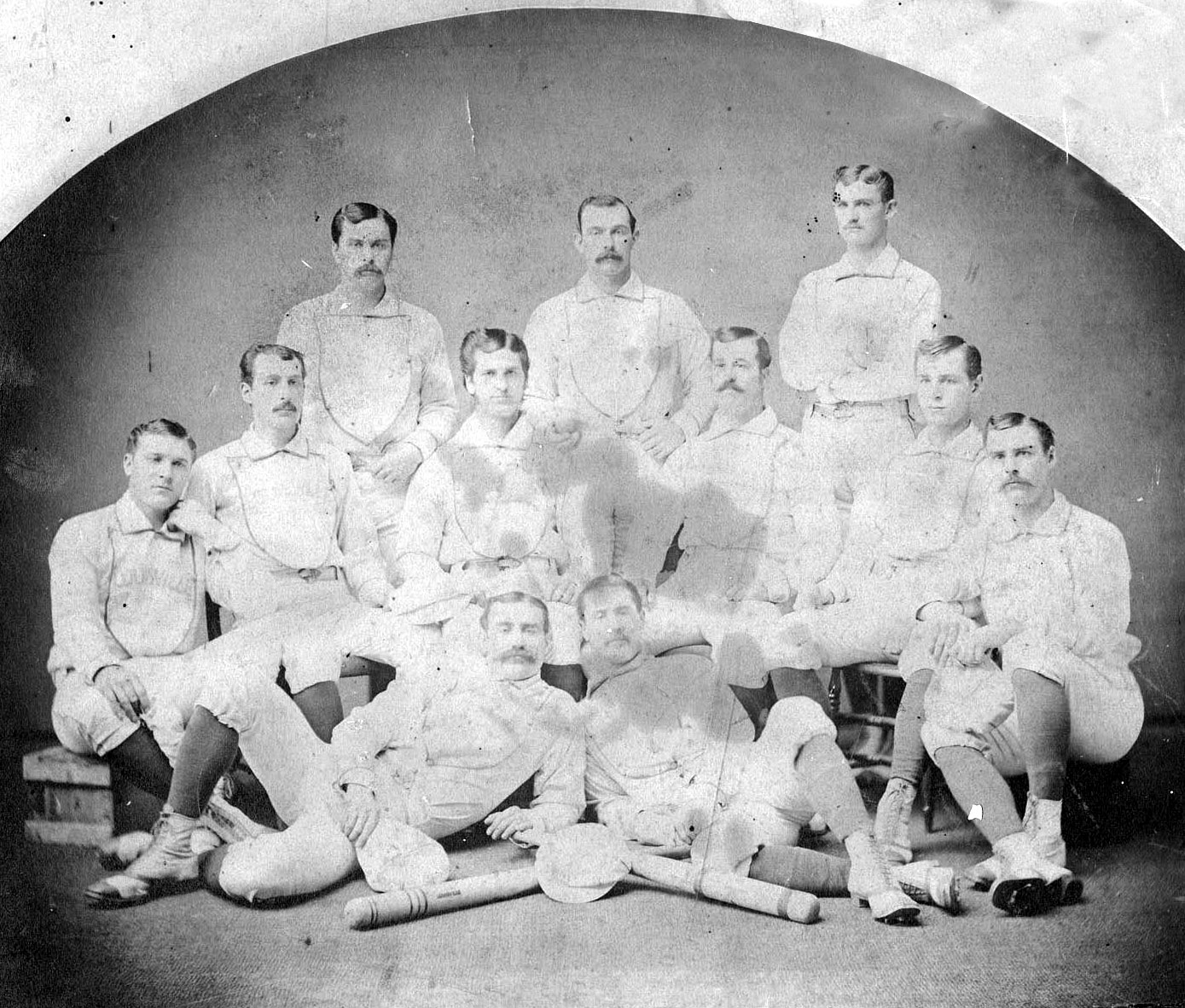
1876年的全隊合照

1877年8月，這支球隊還在國聯排名第一，但是卻在月底吞下了7連敗，並且和波士頓紅長襪以及哈特福深藍各有一場比賽平手。最後球季末由紅長襪逆轉拿下聯盟冠軍，並領先路易斯維爾多達7場勝差。當時老闆的兒子，同時也是一名新聞記者的約翰察覺了異狀，並撰寫了一篇專欄敘述7連敗時期的路易斯維爾灰隊。
時隔沒多久，球隊另一名老闆查斯收到兩封匿名的電報。第一篇內容提到一些賭徒即將在哈特福對決路易斯維爾的系列賽中押戰績普遍不佳的哈特福贏；第二篇內容則是說路易斯維爾將會在8月21日對決哈特福的比賽中放水輸球。
當時的聯盟主席威廉·胡伯特著手調查此事，並授權西聯匯款可以讀取在1877年間大聯盟收到的所有電報。當時路易斯維爾全隊球員幾乎都同意此事，但是有一個人不同意，那就是球隊的隊長比爾·克拉佛。
後來西聯匯款在電報中發現投手吉姆·戴弗林、外野手喬治·霍爾以及工具人艾爾·尼可斯都有在比賽中放水的證據佐證。儘管沒有直接證據指出克拉佛有參與放水，但是他堅決不配合調查，使得他和另外三名球員都遭到聯盟處以終身禁賽。
當時戴夫林在球隊整年61場比賽中都有登板，寫下了大聯盟空前絕後的投手紀錄。霍爾也是一名全勤出賽的外野手，曾在1876年拿下聯盟全壘打王。1878年，聖路易棕長襪隊曾簽下戴夫林和霍爾，但是卻因為這兩位打假球的紀錄，不僅造成路易斯維爾灰在球季結束後解散，也間接導致聖路易棕長襪跟著解散。

## 外部連結
- 球隊簡介 （页面存档备份，存于） at Baseball Reference